# Pravoslavný chrám svatého Mikuláše (Štětín)
Pravoslavný chrám svatého Mikuláše je pravoslavná konkatedrála a farní chrám ve Štětíně. Patří do děkanátu Štětín ve vratislavsko-štětínské eparchii Polské autokefální pravoslavné církve.
Chrám se nachází v ulici Zygmunta Starego č. 1a.

## Historie

### Starý chrám
Pravoslavný chrám do roku 2011 byl umístěn v budově postavené v 60. letech 19. století v ulici Piotra Wawrzyniaka č. 7, která v minulosti sloužila jako nemocniční kaple ošetřovatelského a nemocničního komplexu Betánie patřícího evangelicko-augsburské církvi. Budova byla pravoslavné farnosti přidělena v roce 1962 díky úsilí štětínského faráře o. Aleksého Baranowa. Okamžitě byla zahájena rozsáhlá rekonstrukce budovy, při které byly nápomocny městské úřady a Úřad pro náboženské záležitosti ve Varšavě, přičemž na tento účel byla vyčleněna částka 43 650 zlotých. Tehdejší farář a věřící projevili velkou péči o svůj kostel. Za krátkou dobu byla budova přizpůsobena potřebám farnosti. Nový chrám byl oficiálně vysvěcen v roce 1965 biskupem vratislavsko-štětínské diecéze Bazylim.
Pozornost si zasloužily neobarokní carská vrata z chrámu v Gródku u Hrubieszówa, který se nacházely v hlavním ikonostasu a ikony z chrámu ve Zdyni v Nízkých Beskydech. Toto vybavení přinesli vysídlené osoby a repatrianti pravoslavné víry, kteří do Štětína přišli z východních pohraničí po druhé světové válce.
V současné době pravou část budovy využívá letniční církev, zatímco v levé části, kde byl chrám, se nachází fotografický ateliér.

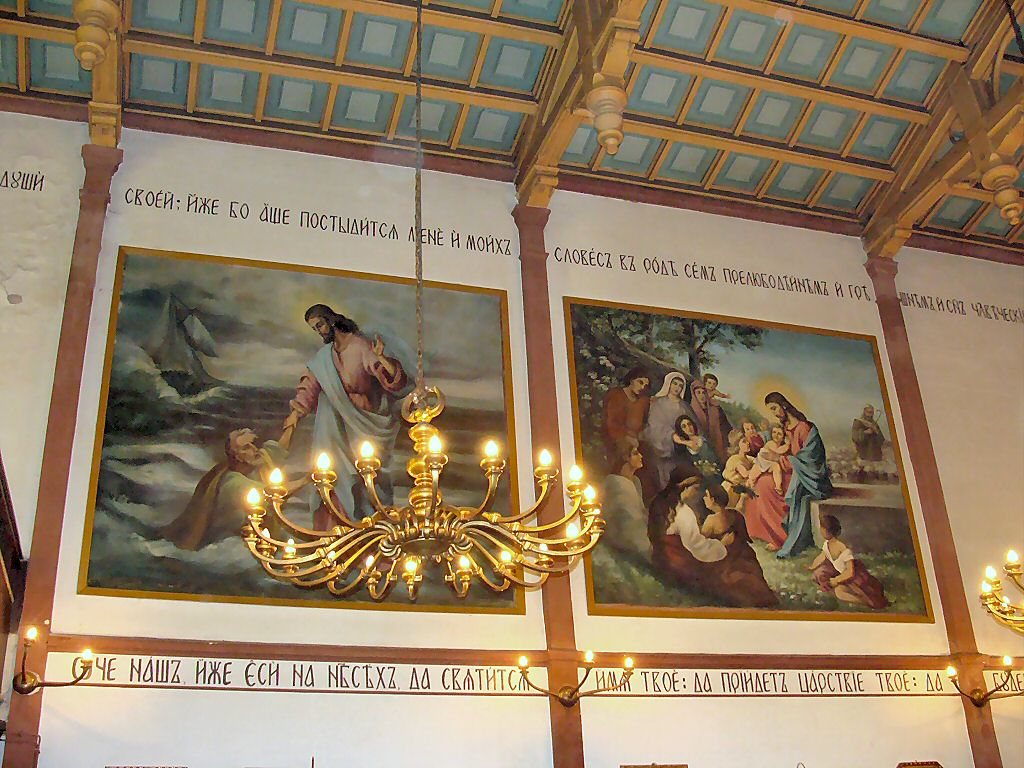
Nástěnné malby
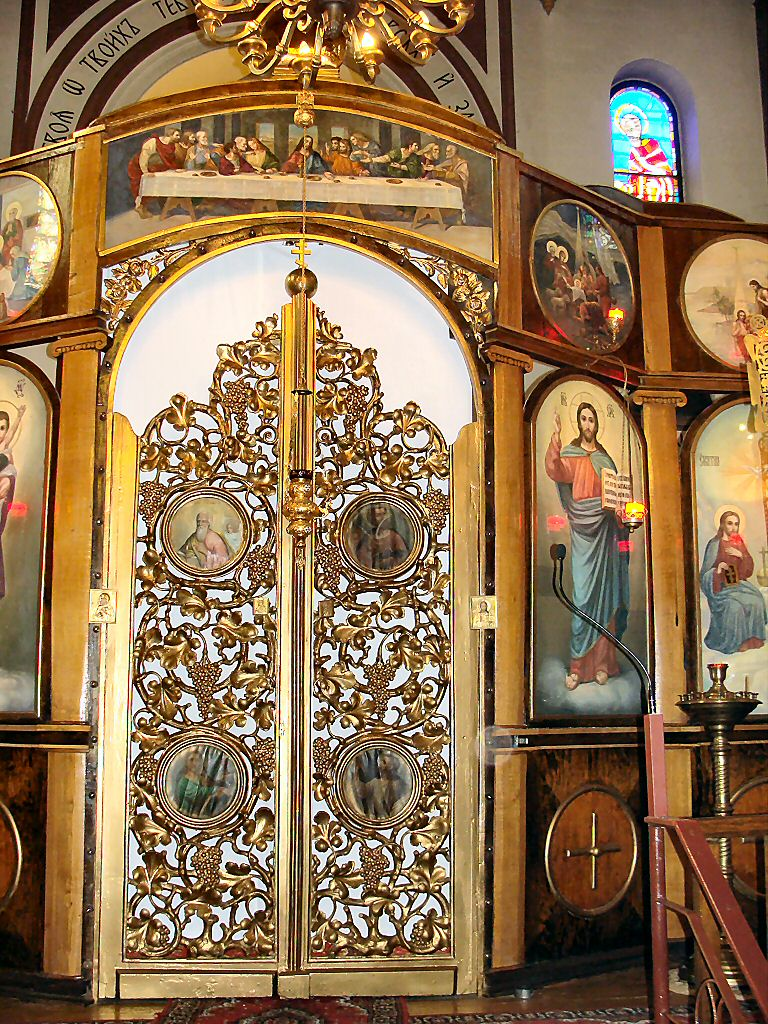
Carské brány
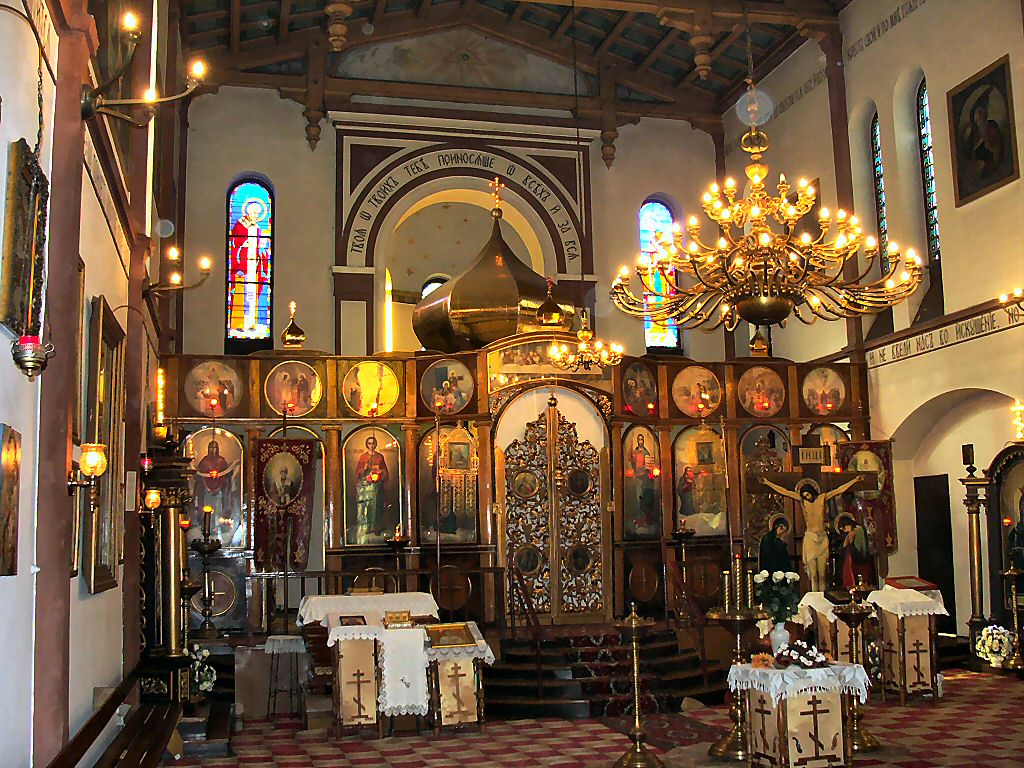
Ikonostas

### Nový chrám
V roce 2004 začala farnost stavět nový chrám na křižovatce ulic Teofila Starzyńskiego a Zygmunta Starego (před druhou světovou válkou se zde nacházelo veřejné kino „Urania“). Nový chrám, postavený v byzantském stylu na řeckém křížovém plánu, nese stejné vzývání jako ten předchozí. Stavba byla dokončena v roce 2011. Chrám byl vysvěcen 17. září téhož roku varšavským metropolitou Sawou, za pomoci mnoha biskupů z Polska i ze zahraničí.

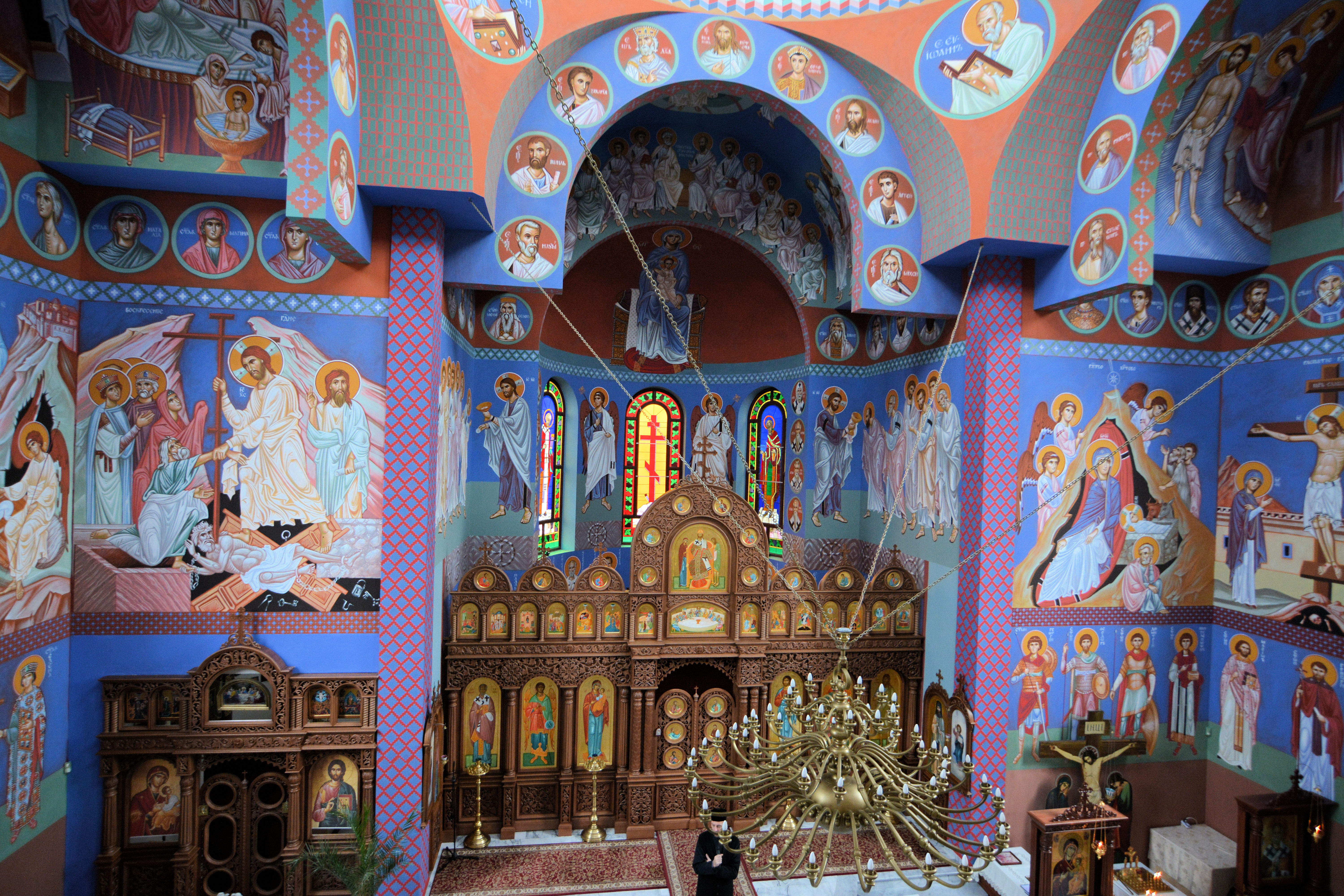
Interiér
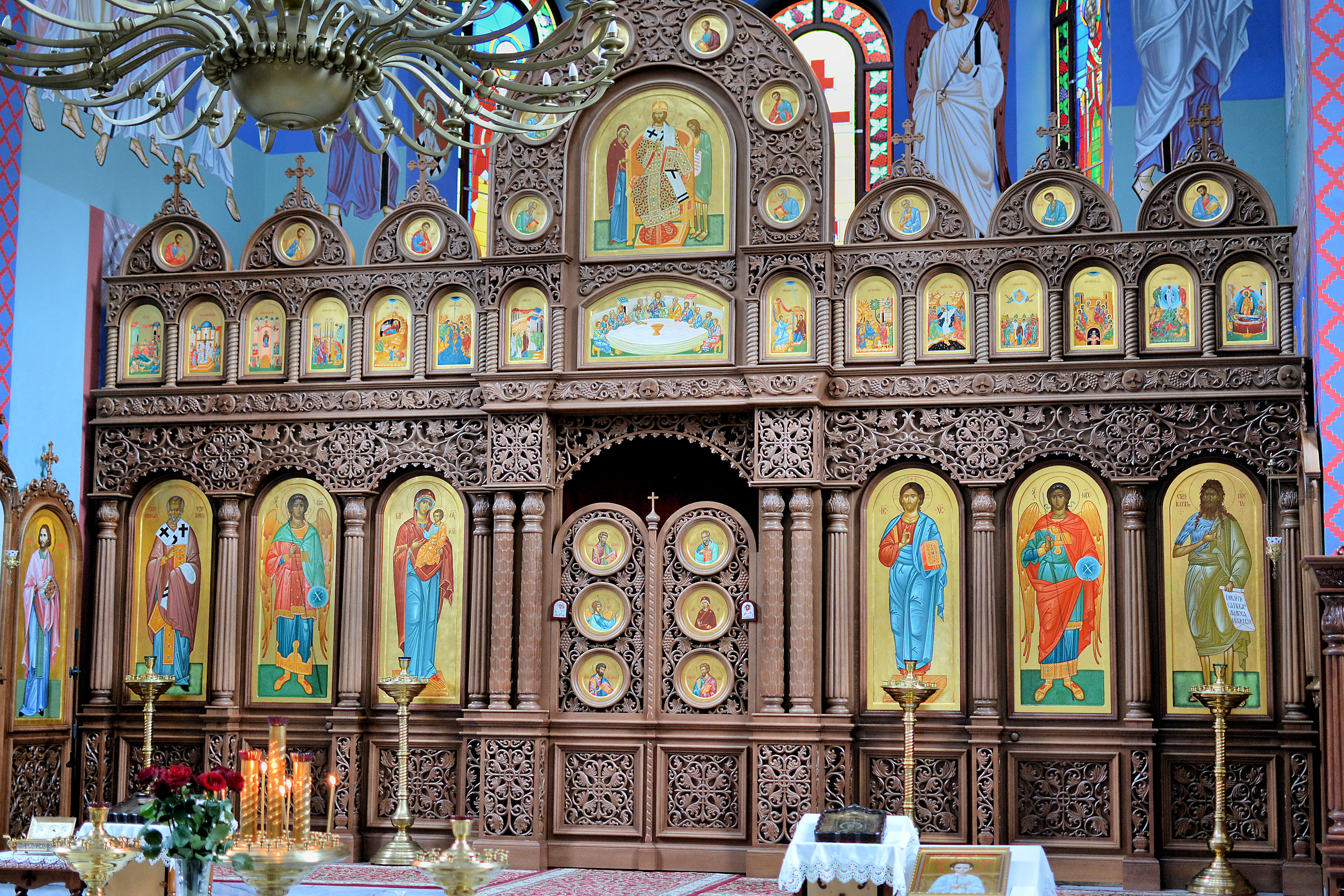
Hlavní ikonostas
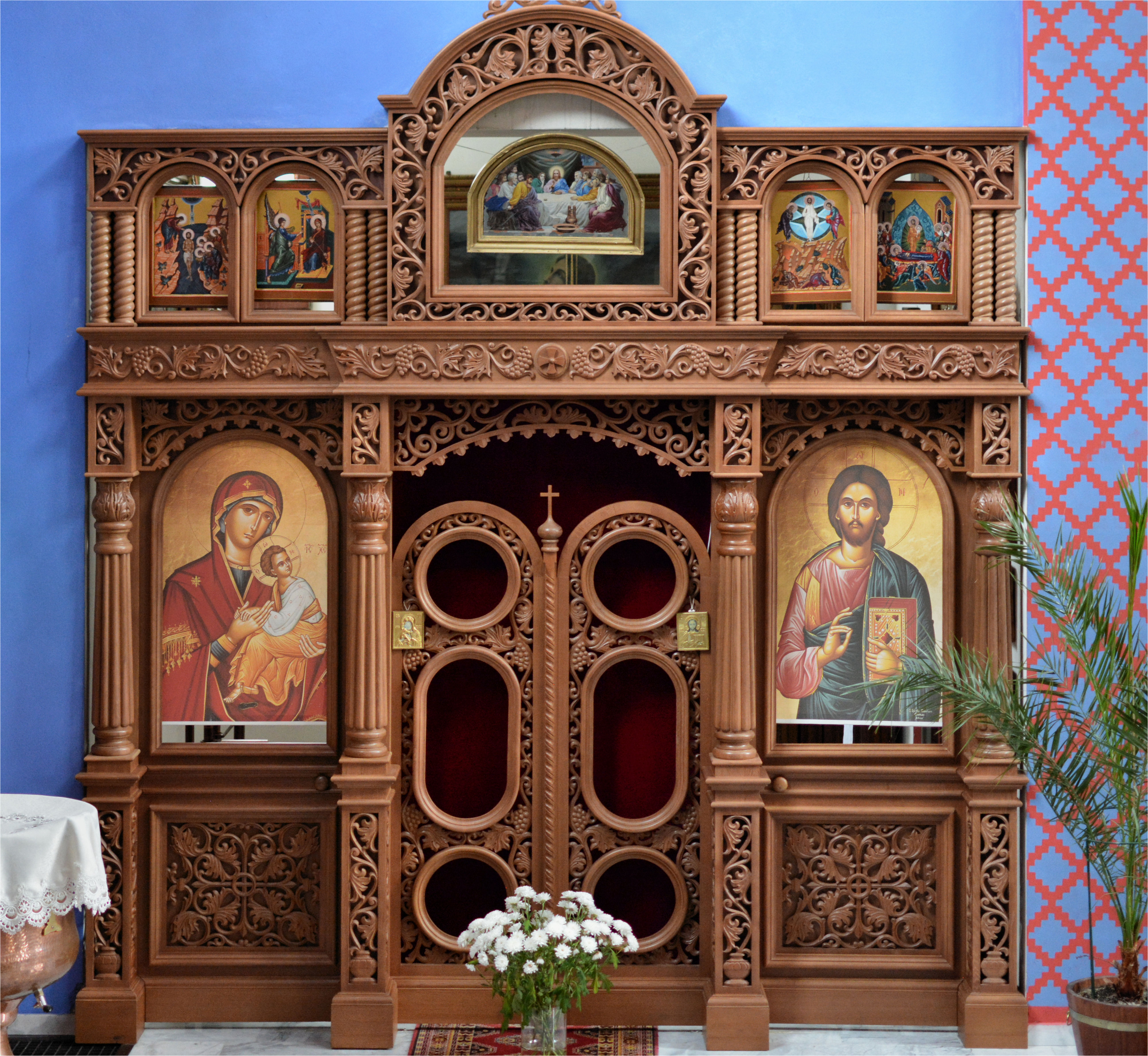
Pomocný ikonostas (tzv. malý chrám)
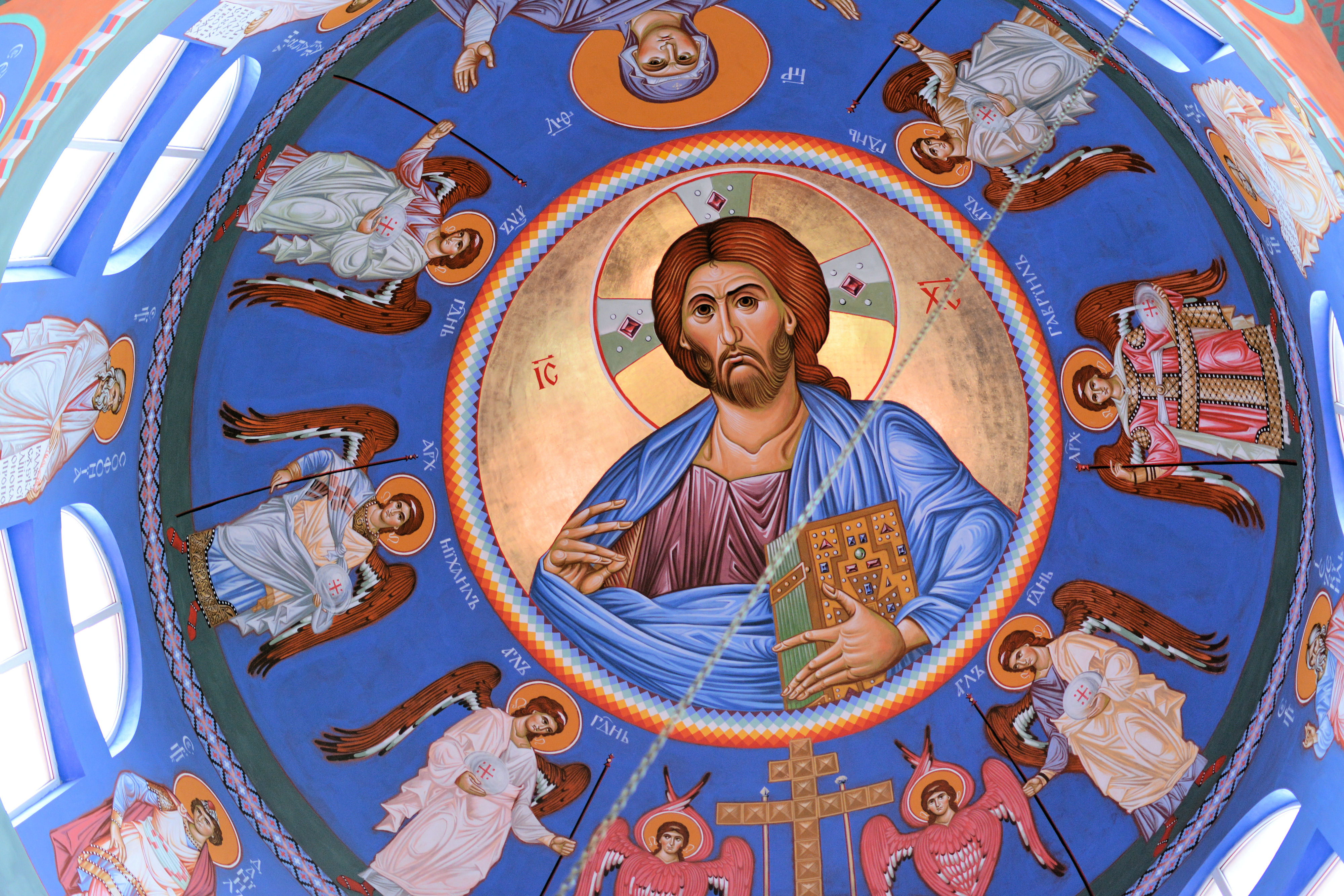
Kupole